# Chanhsy Vannavongxay
Chanhsy Vannavongxay   () és una política laosià. És membre del Partit Popular Revolucionari de Laos. És una representant de l'Assemblea Nacional de Laos per la província de Houafhanh (circumscripció 8).